# 一方井村
一方井村（いっかたいむら）は、昭和30年（1955年）まで岩手県岩手郡の北部に存在していた村。現在の岩手町一方井・黒石・黒内・土川・葉木田・坊の各地区にあたる。

## 沿革
- 明治22年（1889年）4月1日 - 町村制施行にともない、一方井村・黒石村・黒内村・土川村・葉木田村・坊村の計6か村が合併して新制の北岩手郡一方井村が発足。
- 1897年（明治30年）4月1日 - 郡の統合により北岩手郡と南岩手郡が合併し、岩手郡が復活[1]。岩手郡一方井村となる。
- 昭和30年（1955年）7月21日 - 沼宮内町・川口村・御堂村と合併し、岩手町となる。

## 行政

### 歴代村長
| 代 | 氏名       | 就任                       | 退任                      | 備考 |
| -- | ---------- | -------------------------- | ------------------------- | ---- |
| 1  | 田村       | 明治22年（1889年）5月15日  |                           |      |
| 2  | 今松広海   | 明治30年（1897年）5月6日   |                           |      |
| 3  | 千葉半助   | 明治35年（1902年）3月25日  |                           |      |
| 4  | 田村貞庸   | 明治36年（1903年）1月9日   |                           |      |
| 5  | 山本忠助   | 明治40年（1907年）7月2日   |                           |      |
| 6  | 田村貞庸   | 明治40年（1907年）12月14日 |                           | 再任 |
| 7  | 三浦亀次郎 | 明治44年（1911年）9月1日   |                           |      |
| 8  | 田村貞庸   | 明治44年（1911年）11月15日 |                           | 三任 |
| 9  | 立花種吉   | 大正4年（1915年）7月15日   |                           |      |
| 10 | 千葉忠衛   | 大正6年（1917年）4月14日   |                           |      |
| 11 | 千葉賢次郎 | 大正10年（1921年）5月17日  |                           |      |
| 12 | 田村貞庸   | 大正11年（1922年）11月24日 |                           | 四任 |
| 13 | 千葉誠士   | 昭和17年（1942年）11月6日  |                           |      |
| 14 | 千葉清記   | 昭和22年（1947年）4月7日   |                           |      |
| 15 | 田中富蔵   | 昭和24年（1949年）1月7日   |                           |      |
| 16 | 千葉誠士   | 昭和28年（1953年）1月14日  | 昭和30年（1955年）7月20日 | 再任 |